# Shenzhen Fashion Week
 (mai 2025).
Shenzhen Fashion Week (chinois simplifié : 深圳时装周 ; chinois traditionnel : 深圳時裝周) est un défilé de mode qui se tient dans la ville de Shenzhen, en Chine, organisé par le gouvernement municipal de Shenzhen. La semaine de la mode est organisée par l'Association de l'industrie du vêtement de Shenzhen. La première édition a eu lieu en 2014 et depuis, elle se tient deux fois par an.
La première édition de la Semaine de la mode de Shenzhen s'est tenue à l'OCT Harbor, tandis que l'édition printemps/été 2024 s'est déroulée au Parc des talents de Shenzhen et au Mix City,,.